# Parque nacional de Madhav
El parque nacional de Madhav es un parque nacional en el distrito de Shivpuri de la región de Gwalior en el noroeste de Madhya Pradesh, en la India. Recibe su nombre de Madho Rao Scindia, el marajá de Gwalior perteneciente a la dinastía Scindia de los Marathas. Anteriormente, estos densos bosques fueron territorio de caza de los emperadores mogol y la familia real Maratha. Este parque nacional tiene terreno variado de colinas boscosas y praderas llanas alrededor del lago. Es muy rico en biodiversidad. 
El parque nacional Madhav tiene una superficie de 375,22 km². Se declaró en 1959. Está abierto todo el año. 

## Flora
Con un terreno variado de colinas boscosas (de bosque caducifolio y mixto, seco) y praderas llanas alrededor del lago, ofrece abundantes oportunidades de ver vida salvaje. La principal especie arbórea es el catechu, salai, ébano coromandel y Butea monosperma.

## Fauna
Los animales salvajes que predominan en el parque son los cérvidos, de los cuales el que se ve más fácilmente es la graciosa y pequeña chinkara o gacela india, y el chital. Otras especies que tienen su hábitat en el parque son el nilgó, el sambar, el antílope de cuatro cuernos, el sasin, el oso perezoso, leopardo y el langur común.
El parque nacional de Madhav es igualmente rico en avifauna. El lago artificial, Chandpatha, es el hogar invernal de migradoras como gansos, porrón común, ánade rabudo, cerceta, ánade real y ánade friso. Un buen lugar para ver aves es donde la senda forestal cruza la corriente rocosa que fluye desde el dique de residuos. Otras especies frecuentes en el lugar serían avefría india, lavandera india, garcilla hindú y alción de Esmirna. Finalmente, hay ejemplares de otras especies de pájaros: cormorán, tántalo indio, ibis cabecinegro, halcón yágar, suimanga asiática, monarca colilargo asiático y oropéndola europea.